# Shkodran Tolaj
Shkodran Tolaj, född 16 april 1980 i Pobergja i Deçani, SFR Jugoslavien.
Under hösten 2013 deltog Tolaj tillsammans med Besiana Mehmeti i musiktävlingen Kënga Magjike 15 med låten "Imagjino" som skrivits av Avni Qahili med text av Nexhat Mujovi.
I november 2013 presenterades han, tillsammans med Besiana Mehmeti, som deltagare i det årets upplaga av Festivali i Këngës. De kom att delta med bidraget "Jam larg" som både skrivits och komponerats av Vullnet Ibraimi. I tävlingens final fick de 12 poäng och slutade på 13:e plats av 16. 2014 deltar han med Mehmeti i Festivali i Këngës 53. De deltar med låten "Kështjella".